# Onthophagus potanini
Onthophagus potanini là một loài bọ cánh cứng trong họ Bọ hung (Scarabaeidae).